# فيشر (منتج موسيقي)
فيشر (بالإنجليزية: Paul Nicholas Fisher)‏ هو  أسترالي، ولد في 5 نوفمبر 1986.

## وصلات خارجية
- الموقع الرسمي
- فيشر على موقع ميوزك برينز (الإنجليزية)
- فيشر على موقع ديسكوغز (الإنجليزية)